# Carvécios

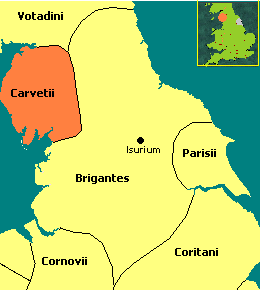
Território dos carvécios

Os carvécios (em latim: carvetii eram um povo celta que habitava o noroeste da atual Inglaterra, com centro na atual região da Cúmbria e North Lancashire. A leste  limitavam com a populosa e beligerante tribo dos Brigantes.

## História
Os carvécios não são mencionados pelo geógrafo clássico Ptolemeu na sua Geografia, nem também em nenhum outro texto clássico, fontes habituais para o conhecimento dos povos celtas da Britânia, pelo qual são conhecidos apenas graças às inscrições encontradas num túmulo em Old Penrith e no templo Sowerby em Cúmbria.
A sua capital foi provavelmente o assentamento de Luguválio (Carlisle), a única cidade conhecida da região que habitaram.
Provavelmente foram incorporados no Século I ou até mesmo antes da confederação dos brigantes e apenas recobraram certa (e breve) autonomia com a invasão romana.
Acredita-se que o caudilho Venúcio, esposo da última rainha dos brigantes Cartimândua e posteriormente um dos principais líderes da resistência contra Roma no Século I, era na realidade originário deste povo.
O seu território foi finalmente incorporado na Província romana da Britânia Secunda. Após a retirada romana da ilha no Século V, o território dos carvécios foi uma parte mais do Yr Hen Ogledd, o chamado pelas crônicas posteriores Velho Norte. Foi incluído no reino de Coel Hen "O Protetor", último duque da Britânia com controle militar a norte da Britânia romana.
O reino, que tentou manter uma ordem já tradicional frente à retirada das legiões e a maré de invasões de norte e de sul, não sobreviveu ao seu criador. Em efeito, à sua morte o seu reino teria-se dividido entre os seus filhos ou os seus comandantes, com o que gradualmente a organização tornou às suas bases tribais históricas. O território dos carvécios foi incorporado ao de Alt Clut. O avanço dos anglos absorveu a parte sul do território ancestral deste povo, que foi incorporada ao reino da Mércia. O norte permaneceu sob controle celta algum tempo mais, até cair finalmente sob domínio anglo-saxão.

Britânia antes da invasão romanaBritânia antes da invasão romana
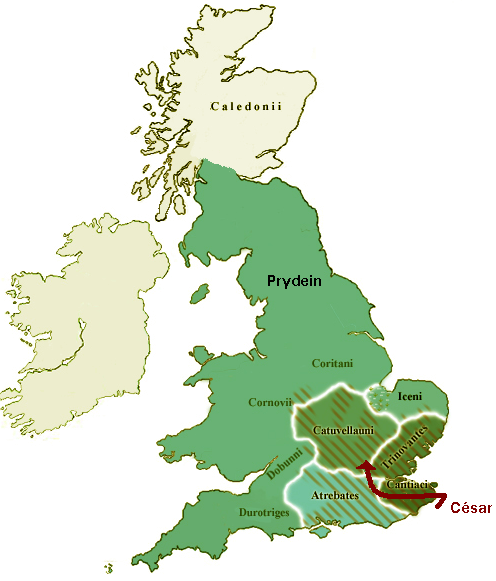
Britânia, 54 a.C., Invasão de César
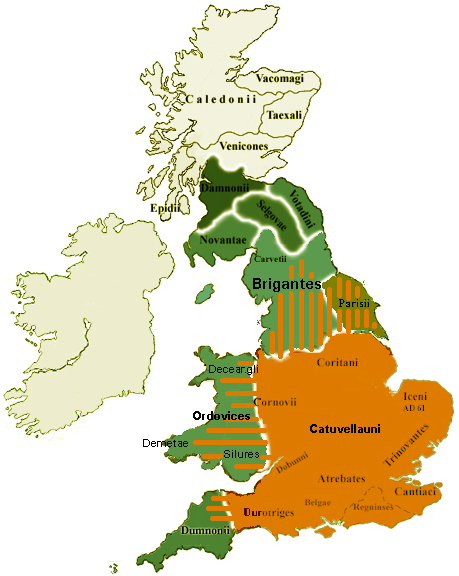
Britânia, segunda invasão romana

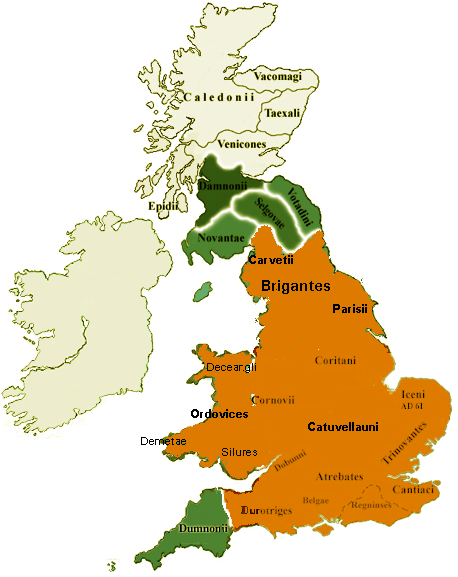
Britânia, 79 d.C.
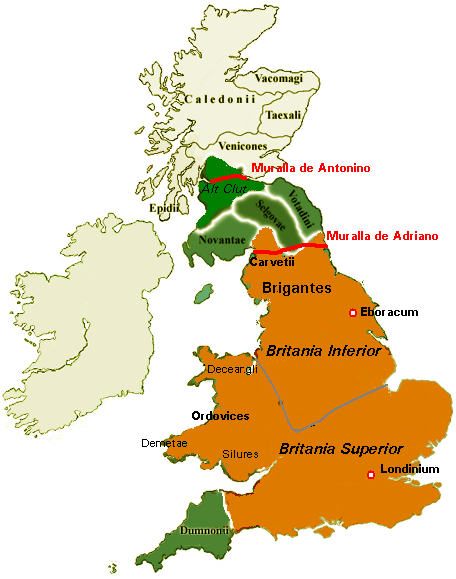
Britânia, Século II
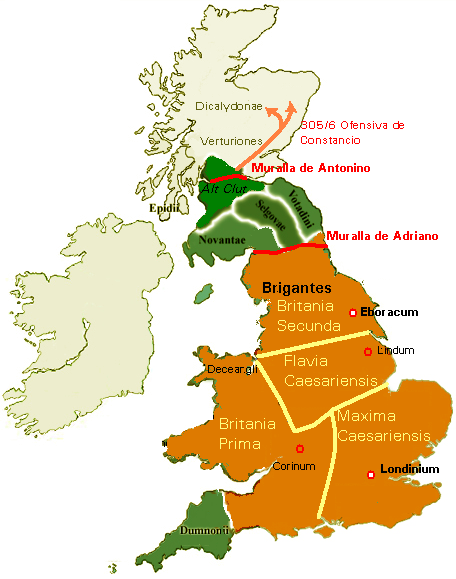
Britânia, reorganização de Constâncio